# Wimpelkarpfen
Der Wimpelkarpfen (Myxocyprinus asiaticus), auch  Fledermausfisch, Fledermausschmerle, Fadenalgenfresser,  Steilflossen-Saugkarpfen oder Dschunken-Schmerle, engl. Chinese Sucker, Chinese High Fin Banded Shark, Sailfin Sucker, Topsail Sucker, Asian Sucker Fish, Chinese Sucker Fish, Wimple Carp genannt, ist eine in China heimische Art der Saugkarpfen.

## Beschreibung
Jungfische der Wimpelkarpfen besitzen meist eine bräunliche Körperfärbung unterbrochen von mehreren schwarzen Streifenbändern. Adulte Männchen unterscheiden sich von den Weibchen durch ihre auffällige Rotfärbung, die bei älteren Exemplaren bis in eine dunkle purpurrote Färbung übergehen kann. Charakteristisch ist die hohe und dreiecksförmige Rückenflosse. Ihre dicken, fleischigen Lippen weisen keine Barteln auf. Nahrung zerkleinern die Wimpelkarpfen mithilfe ihrer Schlundzähne. Zur Geschlechtsreife bilden die Männchen periodisch einen weißlichen Laichausschlag aus. Seine Durchschnittsgröße liegt bei 40 bis 60 Zentimetern.
2007 wurde ein dunkelrot gefärbtes Exemplar von 35 Kilogramm Gewicht und 135 cm Länge aus dem Jialing Jiang einem Nebenfluss des Jangtsekiang gefangen.
Der von der chinesischen Regierung geschützte Fisch wurde vermessen, gewogen und wieder freigelassen.

## Verbreitung
Die Heimat der Wimpelkarpfen ist das Einzugsgebiet des Jangtsekiang in China.

## Lebensweise

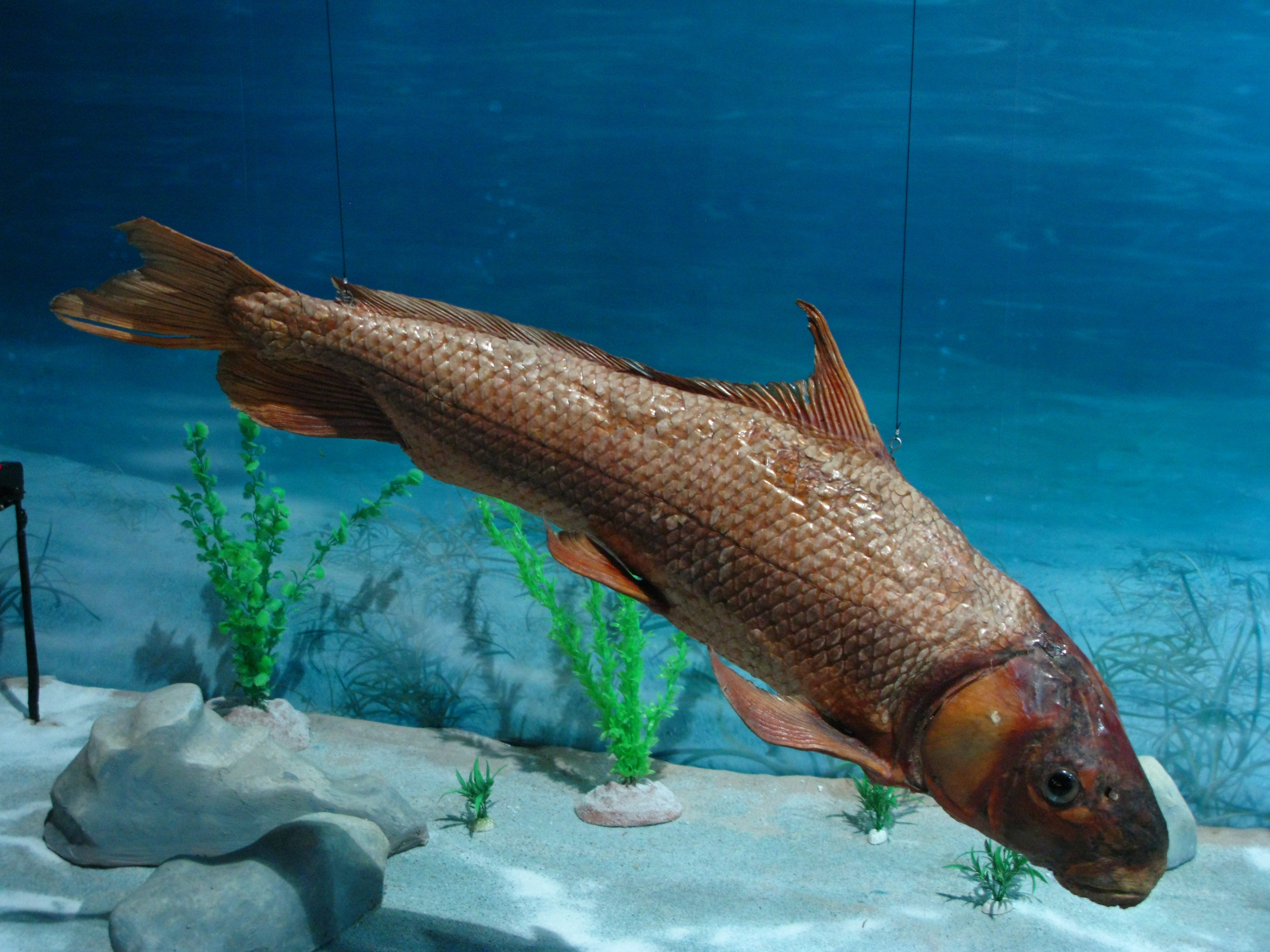
Ausgewachsener Wimpelkarpfen (Präparat)

Wimpelkarpfen sind empfindlich gegenüber zu hohen Nitratgehalten im Wasser und sind daher auf sauberes Wasser angewiesen. Ideal sind Wassertemperaturen bis 24 °C und einem pH-Wert von 6,0 bis 7,0. 
Wimpelkarpfen tolerieren auch wesentlich geringere Temperaturen und können in europäischen Gartenteichen zeitweise auch Temperaturen unter Null Grad Celsius überleben.
Die Fische leben überwiegend im Freiwasser oder in Grundnähe. Die Tiere treten in Gruppen oder kleinen Schwärmen der eigenen Art oder in Gesellschaft mit Rasbora, Danio oder Siamesische Rüsselbarben  auf und zeigen als Algenfresser ein ausgesprochen friedvolles Verhalten. Außer Algen fressen Wimpelkarpfen auch Krebstiere und andere kleinere Wasserlebewesen. Teilweise gelten sie als omnivor, teilweise aber auch als Nahrungsspezialisten. In Gefangenschaft können die Fische ein Alter bis 25 Jahren erreichen.

## Systematik
Myxocyprinus asiaticus ist die einzige Art der Gattung Myxocyprinus, die innerhalb der Saugkarpfen in eine eigene Unterfamilie, die Myxocyprininae, gestellt wird.

## Nutzung
Der Wimpelkarpfen ist ein beliebter Zierfisch für Kaltwasseraquarien. Da er sehr groß werden kann, sind nur Becken mit ausreichend Platz geeignet. Infolge seiner großen Popularität als Zierfisch, sind Wildbestände seiner Art in China stark bedroht.
In den 1980er Jahren waren die Fische noch relativ teuer, durch Massenhaltung ist die Art wesentlich preiswerter geworden. In China werden die Fische auch in Aquakultur gehalten.